# Capitão-de-coroa
Capitão-de-coroa ou capitão-de-coroa-escarlate  (nome científico: Capito aurovirens) é uma espécie de ave piciforme da família Capitonidae.
Pode ser encontrada no Equador, Brasil, Colômbia e Peru. Os seus habitats naturais são: florestas de terras baixas úmidas tropicais ou subtropicais e florestas degradadas.
Também é chamado popularmente de capitão-de-bigode-de-boné-vermelho, capitão-de-coroa-escarlate ou uru.